# Його Високопреосвященство

Орнамент герба кардинала

Його Високопреосвяще́нство або Ваша Еміненціє (лат. Eminentia) — звертання до митрополитів та архієпископів в Православній церкві (Ваше високопреосвященство).
В Римо-католицькій та греко-католицькій церквах до кардиналів, архієпископів та єпископів звертаються Ваша еміненціє.

## Історія
Вперше надається папою Урбаном VIII в 1630 році, як спеціальний титул для кардиналів. Пізніше, до кінця XVII ст., цей титул був розповсюджений на всіх архієпископів та патріархів латинської церкви. З XVIII ст. почав використовуватися православними церквами.

## Використання
Титул використовується у звертанні до кардиналів, архієпископів та латинських патріархів в Католицькій церкві. Коли Великий магістр Мальтійського ордену, що був сувереном Мальти до втрати острова в 1797 році, був зроблений князем Священної Римської імперії в 1607, він був піднятий до рівня рівного кардинальському і отримав в 1630 спеціальний титул — Його Висопреосвященійша Високість.

Щодо патріархів Східних католицьких церков також може використовуватись цей титул, але зазвичай до цих патріархів використовуються свої спеціальні форми звертання (наприклад, Ваше Блаженство).

В Православних церквах традиція використання цього титулу дещо різниться, але в більшості випадків він використовується щодо митрополитів та архієпископів. Також, титул використовується в деяких інших релігійних конфесіях, щодо своїх вищих кліриків та в дипломатії відносно релігійних питань.

Форма звертання — Його Висопреосвященство, Високопреосвященійший владико.
У РКЦ та УГКЦ до архієреїв звертаються зворотами латинського походження: «Ваша Еміненціє!» (еміненція – довершеність, досконалість). Звертаючись до кардинала, використовують форму «Ваша Еміненціє» або «Ваша Превелебносте». Часто до імені єпископа додається слово грецького походження Кир (у перекладі означає пан).